# Kalender Girls
Kalender Girls (Originaltitel: Calendar Girls) ist eine britisch-US-amerikanische Filmkomödie von Nigel Cole aus dem Jahr 2003. Die Hauptrollen spielten Helen Mirren und Julie Walters. Die Geschichte basiert auf einer wahren Begebenheit.

## Handlung
In der Regionalgruppe des Rylstone Women’s Institutes in North Yorkshire versammeln sich wöchentlich die meist älteren Hausfrauen des Ortes. Zu ihnen gehören auch die langjährigen Freundinnen Annie und Chris. Die Sitzungen der Gruppe langweilen die meisten der Frauen, aber keine will zugeben, dass Vorträge über Brokkoli oder das Herstellen von Teppichen nicht wirklich interessant sind. Wie jedes Jahr wollen die Damen auch im kommenden Jahr wieder einen Kalender herausbringen. Die bisherigen Kalender zeigten Blumenbilder oder Fotos von regionalen Brücken. Im nächsten Kalender sollen es Kirchen aus der Region sein. Die Erlöse der bisherigen Kalender brachten allerdings kaum nennenswerte Einnahmen.
Eines Tages erkrankt John Clarke, der Ehemann von Annie, an Leukämie. So verbringen die Freundinnen Chris und Annie viel Zeit im Angehörigenraum des Krankenhauses und Chris stellt fest, dass das Sofa dort alles andere als gemütlich ist. Annies Ehemann stirbt, und die Freundinnen beschließen, dass sie die Erlöse des neuen Kalenders nutzen wollen, um für den Angehörigenraum des Krankenhauses ein neues Sofa zu kaufen. Ein brauchbares gemütliches Sofa soll aber 900 Pfund kosten, was mit den Erlösen des Kalenders kaum bezahlbar wäre. Chris hat eines Tages beim Anblick eines Pin-up-Kalenders die Idee, dass die Frauen selbst auf den Fotos des Kalenders zu sehen sein sollen. Sie wollen sich bei hausfrauentypischen Tätigkeiten fotografieren lassen, allerdings mit einer Besonderheit: Die Frauen darauf sollen nackt sein.
So machen sich die Frauen auf die Suche nach einem geeigneten Fotografen, welcher ihre Ideen in die Tat umsetzen soll. Nach erfolgloser langer Suche finden sie in dem Pfleger Lawrence, der Annies Mann pflegte, schließlich jemanden, der nicht von einer der Damen abgelehnt wird. Zunächst sind die Frauen aber noch sehr schüchtern, und so gestaltet sich der Beginn der Fotoaufnahmen kompliziert. Nachdem sich die Damen etwas gelöst haben, läuft alles aber fast von selbst. Sogar die ursprünglich skeptische Ruth taucht plötzlich bei den Aufnahmen auf.
Während Chris in den Tagen danach versucht, Sponsoren zur Herstellung des Kalenders in größerer Auflage zu finden, treten im Privatleben der Frauen auch einige Probleme auf. So hat Chris Konflikte mit ihrem pubertierenden Sohn, und Ruth wird immer mehr von ihrem Ehemann ignoriert, der die meiste Zeit auf Geschäftsreisen unterwegs ist. Auch Mary, die Leiterin der örtlichen Regional-Gruppe des Women’s Institutes, kann sich nicht mit dem Treiben ihrer Damen anfreunden und möchte auf einer Delegierten-Versammlung des Gesamtvorstandes verhindern, dass der Kalender im Namen des Women’s Institutes veröffentlicht wird.
Chris hat Glück, kann eine Bierbrauerei als Sponsor gewinnen und den Druck von 500 Kalendern in Auftrag geben. Auch kann sie, zusammen mit Annie, durch eine ergreifende Rede erreichen, dass der Gesamtvorstand einer Veröffentlichung des Kalenders zustimmt, solange das keine größeren Wellen schlägt. Als Chris und Annie von der Delegierten-Versammlung zurückkommen, finden sie einen leeren Raum vor, in dem die geplante Pressekonferenz zur Veröffentlichung des Kalenders stattfinden sollte. Zunächst am Boden zerstört erfahren sie schnell, dass die Pressekonferenz aufgrund der unvorhergesehen zahlreich erschienenen Pressevertreter in einen größeren Raum verlegt wurde. Das Medienecho ist gewaltig, und der Kalender ist das Gesprächsthema in ganz Großbritannien. Die ersten ausgelieferten Exemplare sind schon nach wenigen Minuten ausverkauft, und es tauchen immer mehr Reporter in dem Städtchen auf. Aber auch die privaten Probleme nehmen zu: Durch den ganzen Medienrummel kann sich Chris kaum noch um das Blumengeschäft kümmern, was dann an ihrem Ehemann hängen bleibt. Und ihr Sohn wird beim Rauchen eines Joint erwischt, wobei sich später herausstellt, dass sich in der Zigarette kein Marihuana, sondern lediglich Oregano befand. Als Ruth ihren Mann während einer seiner geschäftlichen Reisen in seinem Hotel anrufen will, muss sie feststellen, dass die Geschäftsreisen nur ein Vorwand für eine Affäre mit einer anderen Frau sind.
Aber es gibt auch positive Entwicklungen: Die Frauen bekommen massenhaft Post von Fans, die sich bei ihnen mit persönlichen Briefen bedanken. Die Frauen werden sogar in die Talkshow von Jay Leno in die USA eingeladen. Chris entscheidet sich auf Anraten von Annie, in England zu bleiben, um sich um ihre familiären Probleme zu kümmern.
In Hollywood angekommen, können die Frauen gar nicht glauben, in was für einem luxuriösen Stil sie dort empfangen werden. Währenddessen hat der Ehemann von Chris unwissentlich mit einem Regionalreporter über seine Eheprobleme geredet, was prompt zu einer ausführlichen Berichterstattung in der Zeitung führt. Kurz entschlossen reist Chris auch in die USA, wo sie kurz vor der Sendung auftaucht. Nach der Talkshow hat sie noch eine Überraschung, denn sie hat einen lukrativen Auftrag für einen Waschmittelspot an Land gezogen. Allerdings stellt sich heraus, dass sie für diesen Spot ebenfalls nackt auftreten sollen, da das ja ihr „Ding“ sei. Dies führt schließlich zu einem Streit zwischen Chris und Annie. Annie kann nicht verstehen, wie Chris einfach in die USA reisen konnte, ohne mit ihrem Mann vorher darüber zu reden. Sie würde alles geben, nur um noch einen weiteren Tag mit ihrem John zusammen sein zu können. Daraufhin sagen sie dem Regisseur des Werbespots ab und reisen zurück nach England.
Dort kommen sie genau an einem Donnerstag an, dem Tag der wöchentlichen Treffen der Regionalgruppe. Sie werden freudig begrüßt und erfahren, dass der Kalender bisher schon über 280.000 britische Pfund eingebracht hat. Chris und Annie vertragen sich wieder. Auch kann sich Chris nun mit ihrem Mann aussprechen.
Vor dem eigentlichen Abspann erfährt man, dass die Erlöse bis zur Veröffentlichung des Films 578.000 britische Pfund betrugen. Dieses Geld reichte für eine neue Leukämie-Station des örtlichen Krankenhauses – und für ein Sofa.

## Kritiken
James Berardinelli schrieb auf ReelViews, der Film wirke „erzwungen“ und „künstlich“. Die meisten Charaktere seien „steif“ und verfügten über eine nur „rudimentäre Persönlichkeit“ („minimal personalities“).
Das Lexikon des internationalen Films schrieb, der Film befinde sich „in der Tradition des britischen Arbeiterkinos“. Die Inszenierung sei „zurückhaltend“, die „hervorragenden“ Darstellungen überzeugten.
Filmspiegel.de schreibt, der Film folge „der erfolgreichen Serie britischer Komödien im Stil von »Lang lebe Ned Devine!« oder »Ganz oder gar nicht«“ und sei „mindestens ebenso erfrischend komisch“. „Glücklicherweise fehlten auch hier die Bezüge zum realen Leben nicht, die dem Film trotz häufiger Überzeichnung eine warmherzige, charmante Aussage mit auf den Weg gäben.“
Im Filmlexikon des BR-onlines wird gelobt, Regisseur Nigel Cole habe „mit seinem brillanten Ensemble eine Komödie inszeniert, die Witz und Intelligenz versprüht“. Den Darstellerinnen sehe man „ihr Vergnügen bei der Darstellung dieser die Tabus brechenden Kleinstadtdamen an“.

## Auszeichnungen
Helen Mirren wurde im Jahr 2003 für den Europäischen Filmpreis und im Jahr 2004 für den Golden Globe Award nominiert. Helen Mirren und Julie Walters wurden 2004 für den Golden Satellite Award nominiert.
Juliette Towhidi gewann im Jahr 2003 für das Drehbuch einen Preis des Festival International du Cinéma au Féminin.
Der Film gewann im Jahr 2003 den British Comedy Award.
Die Deutsche Film- und Medienbewertung FBW in Wiesbaden verlieh dem Film das Prädikat besonders wertvoll.

## Trivia
Der Film wurde in England, in Hollywood und in Santa Monica (Kalifornien) gedreht. Er spielte in den Kinos der USA ca. 31,0 Millionen US-Dollar ein, in den britischen Kinos waren es ca. 20,2 Millionen Pfund Sterling.
Kalender Girls lief auf verschiedenen Filmfestivals, darunter dem Filmfest Hamburg, dem Tokyo International Film Festival und dem Cairo International Film Festival.
Einige der realen „Kalender Girls“ haben einen Gastauftritt als Mitglieder des Gesamtvorstandes des Women’s Institute.
Patton Oswalt hat einen kurzen Auftritt im Film. Er ist vor allem als Spence Olchin aus der Fernsehserie King of Queens bekannt.
Die Mitglieder der New Yorker Metal-Band Anthrax haben einen kurzen Gastauftritt. Einige ihrer Szenen kamen nicht in den fertigen Film, sind allerdings als zusätzliche Szenen auf der DVD zu sehen.

## Nachahmung
Die Albertinum Girls, elf Damen aus dem Caritas-Seniorenzentrum „Albertinum“ in Neu-Ulm, die 2008 unter Leitung des Sozialarbeiters Georg Hieber einen Kalender veröffentlichten, auf dem leicht bekleidete Damen im fortgeschrittenen Alter zu sehen sind, ahmten einen solchen Kalender nach. 2009 wurde dann noch der Rap-Song Mir ham viel Spaß g’habt eingespielt. Die Damen wurden zwischen 1917 und 1940 geboren.
Großen Erfolg erhielten die Kalender Girls auf den deutschen Theaterbühnen Berlin und Hamburg in den Jahren 2011 und 2012. Die Komödie wurde dort u. a. von den Schauspielerinnen Brigitte Grothum, Manon Straché, Gaby Gasser, Herma Koehn, Sylvia Wintergrün und Ingrid Mülleder aufgeführt.